# Rodrigo Salinas Muñoz
Rodrigo Alonso Salinas Muñoz (* 25. Februar 1989 in Viña del Mar) ist ein chilenischer Handballspieler. Der 1,85 m große rechte Rückraumspieler ist Kapitän der chilenischen Nationalmannschaft und spielt seit 2017 für den spanischen Verein Bidasoa Irun. Sein jüngerer Bruder Esteban Salinas Muñoz ist ebenfalls Handball-Nationalspieler.

## Karriere

### Verein
Rodrigo Salinas spielte zunächst in seiner Heimatstadt beim Club Winterhill in Viña del Mar. Seine erste Station in Europa war der unterklassige spanische Verein Escubal Badajoz. Über den Zweitligisten BM Huesca kam er 2011 in die Liga ASOBAL zu CB Torrevieja, für den der Linkshänder 86 Tore in 27 Spielen erzielte. Anschließend lief er für BM Granollers auf, wo er in den nächsten zwei Jahren 111 und 128 Treffer markierte. In der Saison 2014/15 spielte er für den rumänischen Rekordmeister CSA Steaua Bukarest. Die folgende Spielzeit verbrachte er beim französischen Verein HBC Nantes, mit dem er Vize-Meister in der Division 1 wurde und das Finale im EHF-Pokal 2015/16 erreichte, das beim Final Four im heimischen Nantes gegen Frisch Auf Göppingen verloren ging. Nach dieser Saison zog er weiter zum französischen Zweitligisten Chartres MHB28. Auch dort blieb er nur ein Jahr und kehrte daraufhin nach Spanien zu Bidasoa Irun zurück. Mit dem EHF-Champions-League-Sieger von 1995, wo er von 2018 bis 2020 gemeinsam mit seinem Bruder spielte, wurde er 2019 spanischer Vize-Meister und erreichte das Finale in der Copa ASOBAL. International spielte er in der EHF Champions League 2019/20 und der EHF European League 2020/21.

### Nationalmannschaft
Mit der chilenischen Nationalmannschaft gewann er bei der Panamerikameisterschaft 2016 die Silbermedaille, 2010, 2012, 2014 und 2018 jeweils die Bronzemedaille. Bei den Panamerikanischen Spielen gewann er 2019 Silber sowie 2011, 2015 und 2023 Bronze. Bei der 2020 erstmals ausgetragenen Süd- und mittelamerikanischen Meisterschaft kam Chile auf den vierten Platz, Salinas wurde ins All-Star-Team gewählt. Zwei Jahre darauf gewann er Bronze.
Mit Chile nahm er an den Weltmeisterschaften 2011, 2013, 2015, 2017, 2019, 2021, 2023 und 2025 teil, wobei man nie über den 16. Platz hinaus kam. Bei der WM 2015 gelang ihm im President’s Cup im Spiel gegen den Iran mit 18 Toren ein neuer Rekord für Weltmeisterschaften. Mit 52 Toren wurde er am Ende Vierter der Torschützenliste des Turniers. Insgesamt warf er bisher 257 Tore in 53 Spielen bei Weltmeisterschaften.